# Saint-Vérand (Isèra)
Saint-Vérand és un municipi francès situat al departament de la Isèra i a la regió d'Alvèrnia-Roine-Alps. L'any 2007 tenia 1.771 habitants.

## Demografia

### Població
El 2007 la població de fet de Saint-Vérand era de 1.771 persones. Hi havia 673 famílies de les quals 129 eren unipersonals (39 homes vivint sols i 90 dones vivint soles), 219 parelles sense fills, 266 parelles amb fills i 59 famílies monoparentals amb fills.
La població ha evolucionat segons el següent gràfic:
Habitants censats

### Habitatges
El 2007 hi havia 731 habitatges, 679 eren l'habitatge principal de la família, 29 eren segones residències i 22 estaven desocupats. 658 eren cases i 71 eren apartaments. Dels 679 habitatges principals, 529 estaven ocupats pels seus propietaris, 137 estaven llogats i ocupats pels llogaters i 14 estaven cedits a títol gratuït; 1 tenia una cambra, 20 en tenien dues, 71 en tenien tres, 204 en tenien quatre i 383 en tenien cinc o més. 613 habitatges disposaven pel capbaix d'una plaça de pàrquing. A 286 habitatges hi havia un automòbil i a 367 n'hi havia dos o més.

### Piràmide de població
La piràmide de població per edats i sexe el 2009 era:
| Homes | Edats   | Dones |
| ----- | ------- | ----- |
| 0     | 95 o +  | 0     |
| 0     | 90 a 94 | 4     |
| 0     | 85 a 89 | 16    |
| 0     | 80 a 84 | 16    |
| 16    | 75 a 79 | 20    |
| 40    | 70 a 74 | 20    |
| 52    | 65 a 69 | 56    |
| 32    | 60 a 64 | 52    |
| 40    | 55 a 59 | 24    |
| 68    | 50 a 54 | 84    |
| 52    | 45 a 49 | 48    |
| 56    | 40 a 44 | 52    |
| 32    | 35 a 39 | 48    |
| 44    | 30 a 34 | 44    |
| 52    | 25 a 29 | 44    |
| 36    | 20 a 24 | 24    |
| 88    | 15 a 19 | 28    |
| 56    | 10 a 14 | 36    |
| 44    | 5 a 9   | 48    |
| 36    | 0 a 4   | 32    |

## Economia
El 2007 la població en edat de treballar era de 1.093 persones, 781 eren actives i 312 eren inactives. De les 781 persones actives 735 estaven ocupades (381 homes i 354 dones) i 46 estaven aturades (20 homes i 26 dones). De les 312 persones inactives 152 estaven jubilades, 85 estaven estudiant i 75 estaven classificades com a «altres inactius».

### Ingressos
El 2009 a Saint-Vérand hi havia 702 unitats fiscals que integraven 1.875,5 persones, la mediana anual d'ingressos fiscals per persona era de 18.764 €.

### Activitats econòmiques
Dels 74 establiments que hi havia el 2007, 1 era d'una empresa extractiva, 4 d'empreses de fabricació d'altres productes industrials, 20 d'empreses de construcció, 14 d'empreses de comerç i reparació d'automòbils, 7 d'empreses de transport, 3 d'empreses d'hostatgeria i restauració, 1 d'una empresa financera, 2 d'empreses immobiliàries, 12 d'empreses de serveis, 6 d'entitats de l'administració pública i 4 d'empreses classificades com a «altres activitats de serveis».
Dels 20 establiments de servei als particulars que hi havia el 2009, 3 eren paletes, 4 guixaires pintors, 5 fusteries, 4 lampisteries, 1 electricista, 1 perruqueria, 1 restaurant i 1 agència immobiliària.
L'any 2000 a Saint-Vérand hi havia 49 explotacions agrícoles que ocupaven un total de 540 hectàrees.

## Equipaments sanitaris i escolars
El 2009 hi havia una escola elemental.

## Poblacions properes
El següent diagrama mostra les poblacions més properes.